# Chronik der Stadt Düren/1876–1900
Diese Liste ist eine Teilliste der Chronik der Stadt Düren. Sie listet datierte Ereignisse von 1876 bis 1900 in Düren auf.

## 1876
- Gründung des Tierschutzvereines.
- 4. Juli: Eröffnung der ‚RHEINISCHEN PROVINZIAL BLINDENANSTALT‘ in der Alten Jülicher Straße, die vorher in der Jesuitengasse im Jesuitenkolleg angesiedelt war.

## 1877
- Gründung der Fabrik ‚Zimmermann & Jansen‘.
- Gründung der Rölsdorfer Schützenbruderschaft „Constantia“ im Gasthaus Gohr.
- Gründung der Stahlwaren- und Kettenfabrik Leopold Krafft u. Co., später, Krafft und Schüll.
- Der Dürener Verschönerungsverein legt die ‚Nördliche Vereinsstraße‘, jetzt Schoellerstraße, und die ‚Südliche Vereinsstraße‘, jetzt Eberhard-Hoesch-Straße bzw. Euskirchener Straße, an.
- 6. Mai: Die Dürener Stadtkapelle, ‚Städtische‘ genannt, gibt ihr erstes Konzert im Großtivoli.
- Frühjahr: Die Feuerwehrkapelle wird gegründet.
- 1. Juni: Das hiesige Telegraphenamt wird mit dem Postamt vereinigt.
- 24. Juni: Schwaches Erdbeben.
- 6. September: Gründung des 'Dürener Männergesangvereines'.
- 2. November: Großbrand der Zuckerfabrik.
- 18. Dezember: Auf der bisherigen Telegraphenleitung werden erfolgreiche Versuche einer telephonischen Verbindung mit Aachen unternommen.

## 1878
- Ostern: Eröffnung der St.-Anna-Pfarrschule, jetzt Peschschule.
- Erstausgabe des Dürener Adressbuches.
- 1. Mai: Eröffnung der ‚RHEINISCHEN PROVINZIAL IRRENANSTALT‘ auf dem Grundstück ‚Sieben Morgen‘, mit deren Bau im Jahre 1874 begonnen wurde.
- 26. August: Starkes Erdbeben, viele Bauschäden in Düren.
- 10. September: Ausweisung der Ursulinen aus Düren.
- Die Stadt errichtet im ehemaligen Ursulinenkloster ein höheres Mädchengymnasium.

## 1879
- Das Amtsgericht Düren zieht in das Jesuitenkollegium ein und nutzt es bis 1934.
- Die Klosteranlage der Elisabetherinnen wird abgerissen.
- Die Fa. Ritzefeld und Linden baut auf eigene Rechnung eine Badeanstalt in der Rurstraße.
- Anbau einer Josefskapelle an die St. Martinskirche (Annakirche), Fertigstellung 1881.
- 1. April: Brand der Zuckerfabrik.
- 11. Juni: Erste elektrische Hausbeleuchtung im Privathaus des Eberhard Hoesch.
- 29. September: Grundsteinlegung durch Philipp Schoeller für die Neuerrichtung der Anker-Teppichfabrik. Sie zieht teilweise von der Stadtmitte nach Birkesdorf um.

## 1880
- 10. April: Gründung des Städtischen Oberlyzeums, heute Rurtalgymnasium.
- In Düren gibt es 118 Brunnen.
- November: Das Annuntiatenkloster in der Zehnthofstraße wird abgebrochen.
- 1. Dezember: Ergebnis der Volkszählung: 17.151 Einwohner, 1576 Häuser.

## 1881
- Beginn des Ausbaus der Alten Jülicher Straße.
- 19. Januar: Der erste öffentliche Briefkasten in Rölsdorf wird in Betrieb genommen.
- 15. März: Der ‚Freiwillige Armenverein‘ eröffnet eine Verkaufsstelle für Sparmarken.
- 19. März: Die an der Nordseite der Annakirche erbaute St.-Josefs-Kapelle wird eingeweiht, gestiftet von Alexander Theodor Ahrweiler.
- 18./24. November/1. Dezember: Erderschütterungen durch Erdbeben.

## 1882
- Als erstes Dürener Unternehmen baut sich die Zuckerfabrik eine eigene Stromversorgung auf.
- Auf dem evangelischen Friedhof in der Kölnstraße wird eine Kapelle errichtet, die im Zweiten Weltkrieg zerstört und nicht wieder aufgebaut wurde.
- Unterhalb der Tivolistraße wird eine Zellenbadeanstalt errichtet. Eine öffentliche Badeanstalt an der Rur gab es ab dem 27. Juli 1837.
- 2. Mai: Die evangelische Bürgerschule wird Realprogymnasium, heute Gymnasium am Wirteltor.
- 25. August: Dechant Vaßen wird wegen des diamantenen Priesterjubiläums zum ersten Ehrenbürger der Stadt ernannt.
- 10. September: Grundsteinlegung zur St.-Anna-Säule am Altenteich.
- 11. Dezember: Umwandlung der Dürener Volksbank in eine Aktiengesellschaft.

## 1883
- Der Männergesangsverein ‚Liederkranz‘ wird gegründet.
- 24. August: Die Schellengasse wird in Wilhelmstraße umbenannt.

## 1884
- An der Rur wird eine Zellen-Badeanstalt errichtet.
- 25. Mai: Einweihung der St.-Anna-Säule, Altenteich, als Geschenk für Dechant Vaßen, der sein diamantenes Priesterjubiläum feierte.
- 9. Juli: Das zweite Kölntor, ein ‚Wohntor‘ im Eigentum von Wilhelm Edmund Hoesch, der alten Stadtbefestigung in der Kölnstraße, wird abgerissen.

## 1885
- Die Ursulinen beziehen ihr neues Kloster vor dem Kölntor.
- Der erste Fernsprechdienst entsteht.
- Der Chemiker Adolf Hupertz und der Kaufmann Felix Banning gründen in der Veldener Straße die Dürener Metallgießerei.
- Verlegung der Bergstraße, heute ‚Am Krausberg‘, wegen erneuter Vergrößerung des städtischen Friedhofes.
- In Düren gibt es 19.802 Einwohner in 3727 Haushalten bzw. 1709 Häusern.
- 19. Juni: Einweihung des Wasserturms am Annakirmesplatz. Damit wurde die erste öffentliche Wasserleitung in Betrieb genommen.
- 4. Juli: Der Kronprinz, später Kaiser Friedrich III., macht in Düren Station.
- 25. Juli: Inbetriebnahme der ersten städtischen Wasserleitung und des ersten Wasserwerks oberhalb der Stadt in der Nähe der Pferderennbahn.
- 14. Oktober: Geheimer Regierungsrat Emmerich Stürtz wird aus Anlass seines 50-jährigen Dienstjubiläum als Landrat zum zweiten Ehrenbürger der Stadt ernannt.

## 1886
- Die erste Dürener Dampfwäscherei, Johann Wolff, später Fa. Edelweiß, entsteht in der Burgstraße, jetzt Rütger-von-Scheven-Straße.
- Das evangelische Waisenhaus in der Pletzergasse wird eröffnet.
- Abschluss der 1867 begonnenen Restaurierung der Marienkirche durch Heinrich Wiethase. Die Westfassade erhält an der Spitze ein neugotisches Türmchen.
- 3. Mai: Eröffnung der Nordschule am Ochsenweg, jetzt Schulstraße.
- 24. Mai: Julius Reinhardt verstirbt als letzter Pfarrer der lutherischen Gemeinde.
- 28./29. Oktober: Durch die Vereinigungsurkunde der reformierten und der lutherischen Gemeinden (Calvinisten und Lutheraner) wird die Evangelische Gemeinde zu Düren gegründet.

## 1887
- Gründung der Watte- und Verbandstoff-Fabrik Dr. Degen & Kuth (DUKA, später Fa. Hartmann, jetzt CMC Technologies GmbH & Co. KG) durch den Besitzer der Löwenapotheke, die seit dem 15. Jahrhundert besteht.
- Das Landratsamt zieht von der Oberstraße zum Hause Eberhard Hoesch auf dem Viehmarkt.
- Bau des Feuerwehrhauses am Schulplatz der Peschschule.
- Nerbst: Die Unterführung der Bahnstrecke Köln–Aachen wird in der Eisenbahnstraße, heute Josef-Schregel-Straße, in der heutigen Form erbaut.
- Die ‚Rheinische Provinzial Irrenanstalt‘ wird um ein Haus für kranke Gesetzesbrecher erweitert.

## 1888
- 540 Haushalte sind an die öffentliche Wasserversorgung angeschlossen.
- Die erste primitive Gasverrohrung wird durch nahtlose Mannesmann-Rohre ersetzt.
- Der Hühnermarkt wird in Ahrweilerplatz umbenannt.
- Beginn der Verrohrung des Stadtbaches.
- Bau des Feuerwehrübungshauses am alten Wasserturm, Annakirmesplatz (bestand bis 1933).
- Die erste pferdegezogene Dampfspritze für die Feuerwehr wird von Dürener Fabrikanten gestiftet (Kosten: 4600 Taler).
- 20. Juni: Die Zellen-Badeanstalt an der Rur wird durch Hochwasser weggerissen.
- 30. Oktober: Einweihung des Neubaus der evangelischen Klein-Kinderschule an der Philippstraße, später evangelisches Gemeindehaus, in den 1970er Jahren zur Erweiterung des Straßenkreuzungsbereiches abgebrochen.
- 5. November: Eröffnung der Fernsprechlinie Köln – Düren – Aachen.
- 3. Dezember: Die an der Schützenstraße neu erbaute Küche mit Speisehalle des ‚Freiwilligen Armenvereins‘ wird in Benutzung genommen.

## 1889
- Erweiterung des Rathauses.
- Anlegung des jüdischen Friedhofes in der Binsfelder Straße.
- Die Dürener Bank zieht zum Hause Wilhelmstraße 8 um.
- 7. Mai: Der Viehmarkt wird in Kaiserplatz umbenannt.
- 3. Juni: Eröffnung des Knabenhortes in der Hortstraße, heute Langemarckstraße.
- 5. Mai: Einweihung des Kriegerdenkmales.

## 1890
- Die Augustiner-Cellitinnen beginnen mit dem Bau ein neues Klosters mit Kirche zwischen Pletzergasse und Jesuitengasse, Fertigstellung 1910.
- Gründung der Maschinen- und Apparatebaufabrik Canzler.
- Entstehung der ‚Dürener Metallwerke‘.
- Gräfin von Keyserlingk erbt Schloss Burgau (bisher Familien von Elmt).

## 1891
- 22. März: Die Stadt weiht auf dem Kaiserplatz ein Denkmal für Kaiser Wilhelm I. (Preis: 70.000 Mark) ein; bis 1850 stand hier das Predigthaus der reformierten Gemeinde.
- 25. März: Die Bibliothek (Stadtbücherei) zieht von einem Saal des Rathauses in den Erweiterungsbau des Rathauses an der Weierstraße um.
- 21. April: Einweihung des Stiftischen Gymnasiums in der Zehnthofstraße.

## 1892
- Ausbau der Bismarckstraße und der Moltkestraße.
- Neubau der Rurbadeanstalt unterhalb der Tivolistraße. Die alte Badeanstalt von 1882 war bei einem Hochwasser 1891 zerstört worden.
- 1. Juni: Die Bahnlinie Düren–Kreuzau wird in Betrieb genommen.
- 19. September: Das Bismarckdenkmal in der Bismarckstraße wird eingeweiht. Es kostet 70.000 Mark, die die Dürener Bürger selbst aufgebracht haben.
- 9. Dezember: Gründung der Ortsgruppe Düren des Eifelvereins.

## 1892/93
- Das evangelische Gemeindehaus in der Moltkestraße entsteht

## 1893
- 1. Februar: In der Philippstraße 7 wird ein Volksbad mit 16 Wannen- und 17 Duschbädern gebaut, welches zum größten Teil von Eberhard Hoesch finanziert wurde.
- 1. April: Die erste Dürener Dampfeisenbahn nimmt in Düren-Nord ihren Güternahverkehrsbetrieb auf (später 'Dürener Eisenbahn AG').
- 3. Juni: Das evangelische Realprogymnasium wird in eine Realschule umgewandelt, ab 1901 Realgymnasium.
- 1. September: Das erste Automobil fährt in Düren.

## 1894
- 2. April: Dürens erster Oberbürgermeister, Hubert Jacob Werners, stirbt. Nachfolger wird der ehemalige 2. Bürgermeister von Mannheim, August Klotz.
- Mai: Die neue Rurbrücke, Bismarckbrücke, wird dem Verkehr übergeben.
- 1. Juni: Die Dürener Dampfeisenbahn nimmt bis Birkesdorf auch den Personenverkehr auf.
- 4. Juli: Das Mädchenheim in der Holzstraße wird eröffnet.
- 8. August: Durch eine städtische Verordnung wird der Zwangsanschluss an die Wasserleitung angeordnet.
- 12. September: Das neu erbaute Waisenhaus in der Spülgasse, jetzt Waisenhausstraße, wird von Oberpfarrer Lohmann, Pfarre St. Anna, eingeweiht. Die Betreuung obliegt den Borromäerinnen.

## 1895
- Umzug der Tuchfabrik Leopold Schoeller & Söhne vom jetzigen Kaufhofgelände am Wirteltorplatz zur jetzigen Valencienner Straße nach Brand am 13. und 14. März 1895.
- Umzug der Teppichfabrik Anker von der Wirtelstraße nach Birkesdorf (Umzugsbeginn 1879).
- 21. März: Fürst Otto von Bismarck wird 3. Ehrenbürger der Stadt.
- 28. März: Im Hause Wirtelstraße 31 eröffnet der Kaufmann Leonhard Tietz auf 800 m² ein Warenhaus (ab 1993 Kaufhof AG).
- 23. Juni: Einweihung des evangelischen Gemeindehauses in der Moltkestraße.
- 30. September: Die Stadt erwirbt für 64.000 Mark von der Ewaldus-Schützengilde ‚Großtivoli‘, jetzt Stadtpark.
- 14. Oktober: Einweihung des neuen Muttergotteshäuschens.

## 1896
- Aus dem Dürener Turnverein geht die ‚Spielvereinigung Schwarz-Weiß Düren‘ hervor.
- Gründung der ‚Rurtalsperren-Gesellschaft‘ durch die Landkreise des Regierungsbezirks Aachen.
- 21. Juni: Eröffnung des Stadtparks.
- 16. September: Auf dem neuen Gelände an der Aachener Straße findet zum ersten Mal die Annakirmes statt, vorher im Stadtkern auf dem Kaiserplatz.

## 1897
- Die Cellitinnen übernehmen das Krankenhaus in Lendersdorf.
- 21. Februar: Erste Vorführung ‚lebender Fotografien‘ (Filmvorführung).
- 25. April: Einweihung des Springbrunnens im jetzigen Langemarckpark an der Josef-Schregel-Straße.
- 28. November: Einweihung der St.-Joachims-Kirche in Norddüren durch Weihbischof Hermann Joseph Schmitz.

## 1898
- Die Cellitinnen übernehmen die Provinzial-Blindenanstalt in Düren und arbeiten dort bis 1968.
- Abbruch des alten Spritzenhauses in der Weierstraße.
- 1. April: Dürener Industrielle gründen mit einer Einlage die ‚Dürener Bank AG‘, die später mit der Dresdner Bank fusionierte.
- 31. Juli: Die ‚Köln-Obertor-Promenade‘ wird in Hohenzollernstraße umbenannt.
- Gründung des 1. Fußballvereins ‚Germania‘.

## 1899
- 90 % der Einwohner beziehen ihr Wasser aus dem öffentlichen Netz.
- Einbau einer Orgel in die Auferstehungskirche (evangelische Kirche).
- Einweihung des ‚Annaheimes‘ als rheinischen Blindenasyls, einer Stiftung von Philipp und Anna Schoeller.
- 7. Mai: Mit städtischen Nachen (Ruderbooten) kann jetzt auf der Rur zwischen der Aachener Straße und dem Rurschwimmbad gerudert werden.
- 1. Juli: Eröffnung der ‚Spar- und Darlehnskasse‘, später Kreissparkasse, im Hause Wilhelmstraße 15.

## 1900
- Das Pfarrhaus Rölsdorf, Monschauer Straße 134, wird erbaut.
- Düren hat 27.168 Einwohner, ist die zweitreichste Stadt Preußens und die drittreichste Stadt Deutschlands.
- Leopold Hoesch stiftet der Stadt das Museum.